# Риде
Риде (нем. Riede) — община в Германии, в земле Нижняя Саксония.
Входит в состав района Ферден. Подчиняется управлению Замтгемайнде Тедингхаузен. Население составляет 2733 человека (на 31 декабря 2010 года). Занимает площадь 26,88 км².
Коммуна подразделяется на 3 сельских округа.